# Aage Gilberg
Aage Gilberg (Asminderød, 9 settembre 1912 – Øster Hurup, 14 maggio 2002) è stato un medico e scrittore danese.
Sin da giovane partecipò alle spedizioni di Lauge Koch, coltivando e incrementando il suo amore per la Groenlandia.
Nel 1938, dopo aver celebrato il matrimonio con Lisbet, partì per Thule per diventare il medico del distretto. La coppia rimase affascinata dall'ambiente, dalla popolazione, dagli usi e dai costumi locali. In seguito scrisse un libro sulle sue esperienze a Thule, intitolato Un medico tra gli eschimesi, che divenne un bestseller tradotto in 15 lingue e diffuso in tutto il mondo. Aage scrisse anche numerosi articoli e pubblicazioni scientifiche sugli eschimesi polari.
Nel 1945 lavorò come medico nel quartiere Mariager ed in seguito come professore associato di igiene presso l'Università di Aarhus. Nel 1970 diventò ufficiale medico della salute a Mariager.
Dopo il suo ritiro, Aage e Lisbet si trasferirono nella loro proprietà a Øster Hurup, vivendo in condizioni semplici e in armonia con la natura. Dopo la morte di Lisbet nel 1992 Aage, spronato dalla fede cristiana e dall'amore per la natura, continuò la sua vita a Øster Hurup.
Morì il 14 maggio 2002 nella sua villa, colto improvvisamente da un'insufficienza cardiaca acuta.